# Espace Découverte du sous-marin Flore
L'espace Découverte du sous-marin Flore renommé Sous-marin Flore S-645 & son musée se situe sur le terrain de la base sous-marine de Lorient. Celle-ci était commandée par la kriegsmarine pendant la Seconde Guerre mondiale et fut construite par l'organisation Todt.
La gestion du musée est faite par la société d'économie mixte Sellor, tandis que le site appartient à Lorient Agglomération, communauté d'agglomération du Morbihan.

## Historique
Le musée a été inauguré fin avril 2010. Remonté par le slipway de la base en 1995, le sous-marin avait été placé dans l'une des alvéoles du bunker K2. La ville de Lorient avait accepté d'en faire un musée en confiant la gestion à La Sellor. Une association d'ancien sous-mariniers assure l'entretien du bateau.

## Espaces de visite
La visite se fait en deux parties : un musée interactif, suivie de la visite intérieure du sous-marin Flore lui-même. L'accès peut nécessiter une réservation de billets à l'avance.

### Musée interactif
Le musée est situé dans l'ancienne alvéole de stockage du bunker K2 de la base sous-marine. Celui-ci était destiné au rangement des chariots tracteurs et du pont roulant du Slipway de la Base. La porte de l'alvéole fait 10 m de haut et pèse plus de 30 tonnes.
La visite du musée débute par des projections qui présentent l’histoire et le rôle stratégique du port de Lorient à partir de l'époque moderne jusqu'à nos jours : un développement cohérent d'infrastructures militaires et maritimes qui serviront les ambitions des pouvoirs successifs. Cette introduction permet en quelques minutes de restituer le contexte historique autour du musée.
Ensuite, une représentation simplifiée des espaces d'un sous-marin présente le fonctionnement et la vie quotidienne à bord. Il s'agit de la reconstitution du Vulcain, un équipement qui servait aux exercices de sécurité (incendies et voies d'eau) des sous-mariniers,.
Plusieurs espaces sont reconstitués :
- la salle de la propulsion (gestion de l'énergie, discrétion, renouvellement de l'air…) ;
- la salle de la vie quotidienne (banette chaude, poulaine, affameur, contraintes de confinement…) ;
- la sécurité plongée (procédure de plongée…) ;
- le central opérations et systèmes d'armes (périscope, table traçante, poste d'écoute…).

Ensuite, une projection panoramique sur les parois de l'alvéole présente les affrontements technologiques, idéologiques et militaires durant la Seconde Guerre mondiale et la Guerre froide.
Un tube lance-torpilles extrait d'un sous-marin, ainsi que des ponts roulants, des rails à crémaillère et du matériel d'époque sont conservés dans l'alvéole.
Une exposition temporaire conclut la première partie de la visite.

### Sous-marinFlore
Le sous-marin Flore est visitable à partir d'une porte et d'un escalier aménagés à l'avant de celui-ci, afin de découvrir ce bateau militaire français qui a servi de 1964 jusqu'en 1989. Muni d'un audioguide, le visiteur peut écouter les témoignages d'anciens sous-mariniers qui délivrent leurs anecdotes et tous les secrets de la vie à bord.

## Fréquentation
Les premières estimations parlaient de 50 000 visiteurs par an.
En octobre 2011, soit 1 an et demi après son ouverture, le musée atteint 100 000 visiteurs.
Vers mars 2014, le musée accueille son 200 000e visiteur. La même année, 60 000 personnes sont venues visiter l'espace.
Limité par une jauge à chaque heure de départ, le musée pouvait accueillir jusqu'à 600 personnes lors de la haute saison 2019. La même année, le chiffre de 70 000 visiteurs par an en moyenne était évoqué. 
En 2022, le nombre de visiteurs moyen par an était de 80.000.